# أريا21
أريا21 (بالإنجليزية: Area21)‏ عبارة عن ثنائي موسيقى الرقص الإلكترونية يتكون من الدي جي الهولندي مارتن غاركس والموسيقي الأمريكي مايجور.
اكتسب الثنائي شعبية بعد أن طرح مارتن غاركس أغنيتهما "Spaceships" خلال مهرجان ألترا ميوزيك 2016. وقعت الفرقة مع علامة التسجلات المملوكة لمارتن غاركس ستمبد ركردز. كانت هوياتهم في السابق غير معروفة على الرغم من التكهنات حول أن غاركس كان جزءا منها لجانب واحد أو أكثر من المغنين قبل أن يتم الكشف عن هوياتهم لاحقا. عبر وسائل الإعلام والصحافة تم وصف الفرقة بأنه «مشروع جانبي جديد لمارتن غاركس». كانت التوقعات تصب في خانة أن يكون آشر روث هو العضو غير المعروف في المجموعة إلا أنه تبين لاحقا أنه مايجور. بلغت أغنيتهم "Spaceships" ذروتها على تصنيف سبوتيفاي لتصل المركز الثالث. بعد عام واحد، أصدروا الأغنية الفردية «فعلناها» في 23 يونيو 2017.
في 1 ديسمبر 2017، أصدروا الأغنية الرابعة لهما "Glad You Came" والتي عرضت لأول مرة في مهرجان ألترا ميوزيك.
في 9 فبراير 2018، أصدرت الفرقة أغنيتها المنفردة الخامسة بعنوان "Happy" على ستمبد ركردز.

## روابط خارجية
- أريا21 على موقع ميوزك برينز (الإنجليزية)
- أريا21 على موقع ديسكوغز (الإنجليزية)